# Reliquiario del braccio di San Sigismondo
Il reliquiario del braccio di san Sigismondo è un'opera di oreficeria medievale (73×19×19,3 cm) risalente alla fine del XI secolo con rielaborazioni del XIII-XIV secolo, conservato presso il Kunstgewerbemuseum di Berlino.

## Storia
Il reliquiario del braccio di san Sigismondo è attestato per la prima volta in un inventario della collegiata di San Biagio a Braunschweig, redatto nel 1482, dove è descritto come contenente reliquie del re e martire Sigismondo.
Un'iscrizione presente sulla parte inferiore della base, risalente al XIV secolo, indica che il reliquiario conteneva reliquie del re e martire Sigismondo di Borgogna († 524), che i fondatori brunoniani della collegiata di San Biagio a Braunschweig annoveravano tra i loro antenati.
L'oggetto era quindi nella collezione di oggetti liturgici che farà da nucleo al tesoro dei Guelfi, una collezione di oreficeria sacra pervenuta alla famiglia ducale di Brunswick-Lüneburg alla fine del XVII secolo. A seguito della dispersione del tesoro nel 1929, il reliquiario fu tra i pezzi rimasti in Germania e, dopo alterne vicende, venne acquisito dal Kunstgewerbemuseum di Berlino, dove è tuttora conservato.

## Descrizione
Il reliquiario, alto 73 cm, è costituito da un'anima lignea rivestita in argento e rame dorati. La forma riproduce un braccio umano fino al gomito, con la mano destra sollevata. La mano tiene con fare solenne tra tre dita un pomo su cui è raffigurato un giglio. In esso si riconosce la rappresentazione abbreviata di uno scettro giglifero. La struttura poggia su una base quadrangolare con piedini a zampa leonina, sulla cui sommità si dispongono motivi vegetali cesellati.
Parti decorative della veste — come i bordi delle maniche interne ed esterne — sono arricchite da filigrane a motivi lineari, riprese anche nella cornice e nei motivi a mandorla allungata sulla base, arricchite da smalti champlevé, e da incastonature di pietre preziose o semipreziose, alcune delle quali andate perdute. Le dita e la mano sono modellate con particolare cura naturalistica, segno della perizia dell'esecutore.

## Stile
Nel 1930 l'opera fu inclusa nell'esposizione organizzata a Francoforte in occasione della vendita del tesoro, promossa dal consorzio di antiquari che lo aveva acquistato dal duca Ernst-August von Braunschweig-Lüneburg. L'iniziativa fu accompagnata dalla pubblicazione del catalogo Der Welfenschatz, curato da Otto von Falke, Robert Schmidt e Georg Swarzenski, in cui il reliquiario fu analizzato e documentato con attenzione. In seguito fu oggetto di un approfondito studio da parte di Patrick M. de Winter, che ne sottolineò il valore esemplare nel panorama dell'oreficeria romanica tedesca.
L'origine dell'opera è da individuare nella Bassa Sassonia, con una possibile provenienza da Hildesheim, e databile alla fine dell'XI secolo. Questa attribuzione si basa su caratteristiche stilistiche e tecniche dell'opera, in particolare l'uso di smalti champlevé e la forma anatomica del reliquiario, che trovano paralleli nella produzione orafa di Hildesheim nel XII secolo. Un esempio comparabile è il reliquiario del braccio di san Bernward, conservato al Metropolitan Museum of Art di New York, datato intorno al 1194 e riferito a Hildesheim. Il reliquiario è uno degli esempi più antichi sopravvissuti della tipologia "parlante", in cui la forma dell’oggetto corrisponde alla parte del corpo sacralizzata dalla reliquia. Gli ornamenti vegetali cesellati sulla base — in particolare i viticci — sono affini a quelli del Lampadario Hezilo e della Croce di Hezilo, opere dell'XI secolo attribuite alla scuola di Hildesheim.
La mano, originariamente realizzata in lamina d'argento, fu sostituita con l'attuale versione in bronzo tra la fine del XIII e l'inizio del XIV secolo. In occasione di questa modifica, entrambe le maniche vennero ridotte nella loro sezione trasversale, conferendo al reliquiario un aspetto più slanciato. L'anello sul pollice recante l'iscrizione in minuscola gotica Ciismundus ("Sigismondo") fu probabilmente aggiunto in seguito.